# 13 век пр.н.е.

## Събития
- около 1300 пр.н.е. – край на Глазковската култура в Сибир
- 1270 пр.н.е. – царството Митани в Месопотамия е унищожено от Асирия
- 1274 пр.н.е. – битката при Кадеш
- 1269 пр.н.е. (1259 пр.н.е.) – Мирен договор между Египет – Хети
- 1250 пр.н.е. – построяване на Лъвската врата на циклопската стена от Микена
- 1226 пр.н.е. – първото исторически доказано избухване на вулкана Етна на Сицилия

## Личности
- Хатушили III
- Мернептах
- Моисей – библейски пророк
- Рамзес I
- Сети I

## Изобретения, открития
- от 1250 пр.н.е. египтяните могат да правят от кварцов пясък и растителна пепел стъклени блокове[1]